# Episodi de Le avventure di Gene Autry (prima stagione)
La prima stagione della serie televisiva Le avventure di Gene Autry è andata in onda negli Stati Uniti dal 23 luglio 1950 al 21 aprile 1951 sulla CBS.
| nº | Titolo originale           | Prima TV USA      | Titolo italiano | Prima TV Italia |
| -- | -------------------------- | ----------------- | --------------- | --------------- |
| 1  | Head for Texas             | 23 luglio 1950    |                 |                 |
| 2  | Gold Dust Charlie          | 30 luglio 1950    |                 |                 |
| 3  | The Silver Arrow           | 6 agosto 1950     |                 |                 |
| 4  | The Doodle Bug             | 13 agosto 1950    |                 |                 |
| 5  | The Star Toter             | 20 agosto 1950    |                 |                 |
| 6  | The Double Switch          | 27 agosto 1950    |                 |                 |
| 7  | Blackwater Valley Feud     | 3 settembre 1950  |                 |                 |
| 8  | Doublecross Valley         | 10 settembre 1950 |                 |                 |
| 9  | The Posse                  | 17 settembre 1950 |                 |                 |
| 10 | The Devil's Brand          | 24 settembre 1950 |                 |                 |
| 11 | Six-Shooter Sweepstakes    | 1º ottobre 1950   |                 |                 |
| 12 | The Poisoned Waterhole     | 8 ottobre 1950    |                 |                 |
| 13 | The Lost Chance            | 15 ottobre 1950   |                 |                 |
| 14 | The Black Rider            | 22 ottobre 1950   |                 |                 |
| 15 | Gun Powder Range           | 29 ottobre 1950   |                 |                 |
| 16 | The Breakup                | 5 novembre 1950   |                 |                 |
| 17 | Twisted Trails             | 12 novembre 1950  |                 |                 |
| 18 | The Fight at Peaceful Mesa | 19 novembre 1950  |                 |                 |
| 19 | Hot Lead                   | 26 novembre 1950  |                 |                 |
| 20 | The Gray Dude              | 3 dicembre 1950   |                 |                 |
| 21 | The Killer Horse           | 10 dicembre 1950  |                 |                 |
| 22 | The Peacemaker             | 17 dicembre 1950  |                 |                 |
| 23 | The Sheriff of Santa Rosa  | 24 dicembre 1950  |                 |                 |
| 24 | T.N.T.                     | 31 dicembre 1950  |                 |                 |
| 25 | The Raiders                | 14 aprile 1951    |                 |                 |
| 26 | Double Barreled Vengeance  | 21 aprile 1951    |                 |                 |

## Head for Texas
- Diretto da:
- Scritto da:

### Trama
- Interpreti: Gene Autry (Gene Autry), Pat Buttram (Pat Jensen), Barbara Stanley (Sandy Dawson), Ben Welden (Baldy Carter), George J. Lewis (Rod Benton), House Peters Jr. (Lou Phelps), Ray Bennett (sceriffo Connors), Jim Frasher (Billy Stone)

## Gold Dust Charlie
- Diretto da:
- Scritto da:

### Trama
- Interpreti: Gene Autry (Gene Autry), Pat Buttram (Pat), Sheila Ryan (Betty Taylor), Alan Hale Jr. (Goss), Steve Darrell (Smith), Ralph Sanford ('Doc' Bailey), Tom London (lo sceriffo), Sam Flint (Harry Taylor), The Cass County Boys (cantanti al Doc Bailey's Medicine Show), Gregg Barton (vice con la barba), Bert Dodson (bassista), Whitey Hughes (cittadino), Ray Jones (cittadino), Fred S. Martin (fisarmonicista), Frankie Marvin (cittadino), Frank Matts (cittadino), Jerry Scoggins (chitarrista), Jack Tornek (cittadino), Bob Woodward (Charley)

## The Silver Arrow
- Diretto da:
- Scritto da:

### Trama
- Interpreti: Gene Autry (scagnozzo di Gene Autry), Pat Buttram (Pat Buttram), Robert Livingston (Frank Andrews), George J. Lewis (Sid Damon), Ben Welden (Pete Clark), Jim Frasher (Randy Edwards), Ray Bennett (sceriffo Garner), House Peters Jr. (Myron Foster), Sandy Sanders (Jingo, Damon), Whitey Hughes (cittadino), Frankie Marvin (cittadino), Frank Matts (cittadino)

## The Doodle Bug
- Diretto da:
- Scritto da:

### Trama
- Interpreti: Gene Autry (Gene Autry), Pat Buttram (Patrick Smith), Sheila Ryan (Lucy Lawrence), Alan Hale Jr. (King Pin Tyler), Steve Darrell (Henry Mason), Minerva Urecal (Wilhelmina Wilkins), Tommy Ivo (Edgar Wilkins), Gregg Barton (scagnozzo Collins), Tom London (sceriffo Dawes), Wes Hudman (scagnozzo), Frank Matts (scagnozzo)

## The Star Toter
- Diretto da:
- Scritto da:

### Trama
- Interpreti: Gene Autry (sceriffo Gene Autry), Pat Buttram (Pat), Barbara Stanley (Martha Neill), George J. Lewis (Ben Foster), Billy Gray (Jimmy Foster), Robert Livingston (Banker Kirk Curry), House Peters Jr. (Reynolds), Wes Hudman (Joe, vice sceriffo), Beatrice Gray (Mrs. Taylor), Whitey Hughes (cittadino), Ray Jones (cittadino), Frankie Marvin (Frankie), Frank Matts (lavoratore nel ranch)

## The Double Switch
- Diretto da:
- Scritto da:

### Trama
- Interpreti: Gene Autry (Gene Autry), Pat Buttram (Pat), Alan Hale Jr. (The Bandit), Steve Darrell (Henry Harlow), Sam Flint (Clem Hughes), Tom London (lo sceriffo), Gregg Barton (The Stranger), Frankie Marvin (dottore), Boyd Stockman (conducente della diligenza)

## Blackwater Valley Feud
- Diretto da:
- Scritto da:

### Trama
- Interpreti: Gene Autry (Gene Autry), Pat Buttram (Pat Buttram), Gail Davis (Lila Carson), Stanley Andrews (Carl Meachem), Francis McDonald (Tim Carson), Harry Lauter (Hank, lavoratore nel ranch lascivo), William Haade (Jody Bowers), Jack Ingram (lo sceriffo), Art Dillard (lavoratore nel ranch), Al Haskell (spettatore dello scontro), Frankie Marvin (scagnozzo), Jack Tornek (spettatore dello scontro), Bob Woodward (lavoratore nel ranch Fighting Gene)

## Doublecross Valley
- Diretto da:
- Scritto da:

### Trama
- Interpreti: Gene Autry (amico di Sheriff Gene Autry), Pat Buttram (vice Pat Buttram), Gail Davis (Sue), Harry Lauter (Warren Kent), Stanley Andrews (Big Jim Watson), William Haade (scagnozzo Calico), Holly Bane (Kent), Francis McDonald (Jason, Wounded Ranchhand), Wade Crosby (Idaho), Art Dillard (scagnozzo di Parker), Herman Hack (cittadino), Jack Ingram (Judd Parker), Ray Jones (cittadino), Frankie Marvin (Short Leather), Boyd Stockman (Idaho), Bob Woodward (lavoratore nel ranch colpito da Calico)

## The Posse
- Diretto da:
- Scritto da:

### Trama
- Interpreti: Gene Autry (Gene Autry), Pat Buttram (Pat), Wendy Waldron (Mary Darrow), Francis Ford (Whopper Darrow), John Doucette (Ace Bolton), Robert J. Wilke (Charlie Bolton), Bud Osborne (lo sceriffo), John L. Cason (Pete Bolton), Art Dillard (membro a cavallo della posse), Frankie Marvin (lavoratore nel ranch con String Tie), Bob Woodward (lavoratore nel ranch)

## The Devil's Brand
- Diretto da:
- Scritto da:

### Trama
- Interpreti: Gene Autry (Gene Autry), Pat Buttram (Pat Buttram), Gail Davis (Nina Clagett), Wendy Waldron (Deborah Randall), John Doucette (Ward Clagett), Francis Ford (Jed, Rancher), Robert J. Wilke (scagnozzo Monte), John L. Cason (scagnozzo Spud Hicks), Al Haskell (cittadino), Wes Hudman (Hank), George Lloyd (Clem Doyle), Jack Montgomery (passeggero diligenza), Bud Osborne (sceriffo Manning), Bob Woodward (Tom Randall)

## Six-Shooter Sweepstakes
- Diretto da:
- Scritto da:

### Trama
- Interpreti: Gene Autry (Gene Autry), Pat Buttram (Hap Wallace), Virginia Herrick (Caroline), Harry Harvey (lo sceriffo), Kenne Duncan (Chuck Evans), Jamel Frazier (Corky), Tom Neal (scagnozzo Breezy), Zon Murray (scagnozzo Rocky), Art Dillard (Art), Wes Hudman (Doc Peters), Frankie Marvin (Slim), Bob Reeves (cittadino), Buddy Roosevelt (cittadino)

## The Poisoned Waterhole
- Diretto da:
- Scritto da:

### Trama
- Interpreti: Gene Autry (Gene Autry), Pat Buttram (Pat), Sheila Ryan (Kate Judd), William Henry (Paul Judd), Chief Thundercloud (capo Tehome), Leonard Penn (Ben Craig), Don C. Harvey (Reese), Tom London (lo sceriffo), Wes Hudman (vice Roped Off Horse), Ray Jones (uomo che esce dal negozio), Frankie Marvin (Al)

## The Lost Chance
- Diretto da:
- Scritto da:

### Trama
- Interpreti: Gene Autry (Gene Autry), Pat Buttram (Pat Buttram), Don Pietro (Pepito Garcia), Harry Harvey (lo sceriffo), Tom Neal (Buck, Animal Abuser), Kenne Duncan (Del Andrews), Zon Murray (Bo Hanlon), Wes Hudman, John L. Cason (Big Street Brawler), Art Dillard (membro a cavallo della posse), Frankie Marvin (Al), Bob Reeves (cittadino), Buddy Roosevelt (cittadino), George Steele, Jack Tornek (cittadino), Sailor Vincent (cittadino)

## The Black Rider
- Diretto da:
- Scritto da:

### Trama
- Interpreti: Gene Autry (Gene Autry), Pat Buttram (Pat Buttram), Sheila Ryan (Sheila Dexter), William Henry (dottor H. C. Westover), Leonard Penn (Jeff Barker), Tom London (sceriffo Zeb Loring), Don C. Harvey (Sam Conlan), Art Dillard (cittadino), Wes Hudman (Hardin), Ray Jones (cittadino)

## Gun Powder Range
- Diretto da:
- Scritto da:

### Trama
- Interpreti: Gene Autry (Gene Autry), Pat Buttram (Pat Buttram), Gail Davis (Milly Parker), Dickie Jones (Tim Parker), George J. Lewis (Willy Chipote), Chuck Roberson (scagnozzo in Leather Vest), Lee Phelps (vice Bart Brent), Kenneth MacDonald (sceriffo Jack Judd), Richard Alexander ('Dog-Iron' Ned), Victor Adamson (Skeeter Martin), Victor Cox (cercatore), Art Dillard (membro della posse), Wes Hudman (scagnozzo), Whitey Hughes (cittadino), Frankie Marvin (vice Bill), Frank Matts (scagnozzo), Bob Woodward (cliente Café / Indian)

## The Breakup
- Diretto da:
- Scritto da:

### Trama
- Interpreti: Gene Autry (Gene Autry), Pat Buttram (Pat), Lynne Roberts (Susan Derrington Elwood), Alan Hale Jr. (Mort Craig), Jim Bannon (Slim, Foreman), Rand Brooks (Jeff Elwood), Paul Campbell (Cactus, aiutante nel ranch), Edgar Dearing (sceriffo), I. Stanford Jolley (fuorilegge con i baffi), Wes Hudman (Tupper, fuorilegge), Art Dillard (Derrington's White-Hatted Ranch Hand), Beatrice Gray (Babysitter), Boyd Stockman (Derrington), Bob Woodward (dottor Tripp)

## Twisted Trails
- Diretto da:
- Scritto da:

### Trama
- Interpreti: Gene Autry (Gene Autry), Pat Buttram (Pat Buttram), Lynne Roberts (fotografo Summers), Alan Hale Jr. (Bill Watterson), Jim Bannon (Jim Baker), Rand Brooks (Young Deputy), Billy Gray (Eddie Baker), Edgar Dearing (sceriffo), Paul Campbell (Andy McBride), I. Stanford Jolley (fuorilegge Cook), Art Dillard (membro della posse con cappello bianco), Wes Hudman (Louie), Carl Sepulveda (Howdo), Boyd Stockman (membro della posse)

## The Fight at Peaceful Mesa
- Diretto da:
- Scritto da:

### Trama
- Interpreti: Gene Autry (Gene Autry), Pat Buttram (Pat Buttram), Gail Davis (Ann Lawton), George J. Lewis (Jeff Forbes), Chuck Roberson (Tucson, accolito di), Kenneth MacDonald (Tom Lawton), Lee Phelps (The Marshal), Richard Alexander (Tex, accolito di Beefy Camp), Wes Hudman (Pete, accolito di Lanky), Frankie Marvin (Mack Forbes), Frank Matts (Barker)

## Hot Lead
- Diretto da:
- Scritto da:

### Trama
- Interpreti: Gene Autry (Gene Autry), Alan Hale Jr. (Tiny), Harry Cheshire (Bert Hodge), Harry Lauter (Sam Blake), Don C. Harvey (scagnozzo Matt Ellis), Jim Frasher (Jeff Ellis), Marshall Reed (Ed, Henchman), Kenne Duncan, Frankie Marvin (cowboy basso che guarda lo scontro)

## The Gray Dude
- Diretto da:
- Scritto da:

### Trama
- Interpreti: Gene Autry (Marshal Gene Autry), Chill Wills (sceriffo Chill Wills), James Griffith (Dude Devlin), Robert Filmer (sceriffo Davis), Reed Howes (Stocky Henchman with Mustache), Tom Monroe (Wounded Henchman), Kermit Maynard (Lookout & Jailbreak Henchman), Art Dillard (membro della posse in Black Vest), Sam Flint (vecchio in strada), Bob Woodward (membro posse)

## The Killer Horse
- Diretto da:
- Scritto da:

### Trama
- Interpreti: Gene Autry (Gene Autry), Alan Hale Jr. (Tiny), Harry Cheshire (giudice Mike), Billy Kimbley (Chuck Jones), Harry Lauter (The Town Assayer), Don C. Harvey (scagnozzo con primo corpo), Kenne Duncan (Marshal Tub), Hal K. Dawson ('Blowfly' Jones), Marshall Reed (Tom Maraday), Tex Cooper (Elder Townsman), Art Dillard (cittadino), Al Haskell (giurato), Jack Low (giurato), Cactus Mack (cittadino), Frankie Marvin (Short Posse Member with First Body), Boyd Stockman (cittadino), Jack Tornek (giurato), Bob Woodward (Portavoce Giuria)

## The Peacemaker
- Diretto da:
- Scritto da:

### Trama
- Interpreti: Gene Autry (Gene Autry), Chill Wills (sceriffo Chill Wills), Russell Hayden (Dave Anders), Peggy Stewart (Ellie March), James Griffith (Bill Hubbard), Robert Filmer (Bert Monahan), Reed Howes (scagnozzo Alcott), Sam Flint (Banchiere Hubbard), Tom Monroe (Tom), Kermit Maynard (Mike), Art Dillard (scagnozzo), Herman Hack (cittadino), Tom Smith (cittadino), George Steele (Tom March), Bob Woodward (Jim Hogan)

## The Sheriff of Santa Rosa
- Diretto da:
- Scritto da:

### Trama
- Interpreti: Gene Autry (sceriffo Gene Autry), Fuzzy Knight (Sagebrush), Dickie Jones (Ted Doyle), Nan Leslie (Libby Blair), Stanley Andrews (rancher Sam Blair), Mira McKinney (Marquita Doyle), Dick Curtis (Hutch Logan), Chuck Roberson (Kenmore, a Rancher), James Harrison (vice Bill), Al Wyatt Sr. (scagnozzo), Art Dillard (lavoratore nel ranch con Fake Rattlesnake), Boyd Stockman (scagnozzo Mike), Bob Woodward (membro della posse con mascella quadrata)

## T.N.T.
- Diretto da:
- Scritto da:

### Trama
- Interpreti: Gene Autry (Gene Autry), Fuzzy Knight (Sagebrush), Eilene Janssen (Theodora Natalie 'T.N.T.' Town), Stanley Andrews (colonnello Town), Dick Curtis (scagnozzo Ed Simms), Chuck Roberson (Weaver), James Harrison (sceriffo)

## The Raiders
- Diretto da:
- Scritto da:

### Trama
- Interpreti: Gene Autry (Gene Autry), Fuzzy Knight (Sagebrush), Nan Leslie (Faith Harding), Raymond Hatton (Zeke), George Cooper (Johnny 'Buckeye' Hollis), Bill Kennedy (lo sceriffo), Gregg Barton (pagatore), Reed Howes (Spade, Captured Holdup man), Holly Bane (leader della rapina in black hat), Art Dillard (Blue-Shirted Henchman), Wes Hudman (Jim), Jack Ingram (vice Sam), Boyd Stockman (conducente della diligenza), Bob Woodward (primo conducente della diligenza)

## Double Barreled Vengeance
- Diretto da:
- Scritto da:

### Trama
- Interpreti: Gene Autry (Gene Autry), Fuzzy Knight (Sagebrush), Nan Leslie (Yvette Wilson), Raymond Hatton (Slinger), Bill Kennedy (sceriffo Tom Lash), Gregg Barton (Gus, giocatore di carte in Checked Shirt), Reed Howes (Joe, scene cancellate), Holly Bane (Dusty), Jack Ingram (Joe), Boyd Stockman (conducente della diligenza)